# منتخب تركيا تحت 19 سنة لكرة القدم
منتخب تركيا تحت 19 سنة لكرة القدم (بالتركية: Türkiye 19 yaş altı millî futbol takımı)‏ هو ممثل تركيا الرسمي في المنافسات الدولية في كرة القدم في فئة كرة قدم للرجال تحت 19 سنة، يديريه اتحاد تركيا لكرة القدم.